# La luna tour
La luna Tour è un tour di Noemi in promozione del suo omonimo album in studio La luna.

## Storia
Il tour è in promozione all'album La luna, già Top-20 nella classifica FIMI, e produttore di quattro singoli.
Di questi, i primi tre hanno tutti raggiunto la Top-20 della classifica radiofonica italiana, e hanno conquistato posizioni a ridosso della Top-30 generale airplay.
In particolare Autunno e I miei rimedi, hanno entrambe ottenuto il secondo posto della classifica airplay indipendente, mentre, nella stessa chart la terza Top-5 consecutiva è stata agguantata da Non smettere mai di cercarmi, in gara al Festival di Sanremo 2018 e già Top-20 FIMI.
Il quarto singolo Porcellana, è stato pubblicato anche in versione remix trap ed ha ottenuto un buon successo radiofonico.
Il tour conta 41 tappe complessive, di 32 concerti e 9 showcase.
Il tour ha avuto inizio con una data zero a La città del teatro e della cultura di Cascina (Italia)!Cascina (Pisa) e due date d'anteprima a Milano (Teatro degli Arcimboldi) e Roma (Auditorium Parco della Musica). Tra i 9 showcase nei festival, uno si é tenuto in Svizzera, presso l'Auditorio Stelio Molo di Lugano, per l'emittente radiotelevisiva RSI.
Oltre a 26 date nelle piazze, parchi, anfiteatri ed arene estive delle province italiane, il tour ha previsto una data in una location naturale (Monviso), e due date  nei casinò di Sanremo e Saint-Vincent.

## Date
| Data              | Città                      | Regione                  | Luogo                                                                                                |
| ----------------- | -------------------------- | ------------------------ | --- |
| 25 maggio 2018    | Cascina                    | Toscana                  | La città del teatro e della cultura                                                                  |
| 29 maggio 2018    | Milano                     | Lombardia                | Teatro degli Arcimboldi                                                                              |
| 30 maggio 2018    | Roma                       | Lazio                    | Sala Santa Cecilia - Auditorium Parco della Musica                                                   |
| 3 giugno 2018     | Napoli                     | Campania                 | Showcase Pizza Village, Lungomare Caracciolo                                                         |
| 11 giugno 2018    | Besso di Lugano            | Canton Ticino (Svizzera) | Showcase RSI, Auditorio Stelio Molo                                                                  |
| 16 giugno 2018    | Canelli                    | Piemonte                 | Piazza Cavour                                                                                        |
| 23 giugno 2018    | Casalgrande                | Emilia-Romagna           | Piazza Martiri della Libertà                                                                         |
| 24 giugno 2018    | Francavilla al Mare        | Abruzzo                  | Piazza Sirena                                                                                        |
| 26 giugno 2018    | Roma                       | Lazio                    | Showcase Improvvisession, La Casa Internazionale delle Donne                                         |
| 1 luglio 2018     | Castellana Grotte          | Puglia                   | Largo di Porta Grande                                                                                |
| 2 luglio 2018     | Orta Nova                  | Puglia                   | Piazza Pietro Nenni                                                                                  |
| 6 luglio 2018     | Torino                     | Piemonte                 | Piazzetta Reale                                                                                      |
| 7 luglio 2018     | Riccione                   | Emilia-Romagna           | Showcase Notte Rosa, Piazzale Roma                                                                   |
| 9 luglio 2018     | Isola del Liri             | Lazio                    | Piazza De Boncompagni                                                                                |
| 14 luglio 2018    | Valmontone                 | Lazio                    | Valmontone Outlet Summer Festival, Via della Pace                                                    |
| 15 luglio 2018    | Andria                     | Puglia                   | Showcase Battiti Live, Piazza Vittorio Emanuele II (Piazza Catuma)                                   |
| 23 luglio 2018    | Cremona                    | Lombardia                | Showcase Radio Bruno Estate, Piazza Duomo                                                            |
| 22 luglio 2018    | Nardò                      | Puglia                   | Via XXV luglio                                                                                       |
| 25 luglio 2018    | Budoni                     | Sardegna                 | Piazza Giubileo                                                                                      |
| 27 luglio 2018    | Orio al Serio              | Lombardia                | Piazzale esterno Oriocenter                                                                          |
| 28 luglio 2018    | Brugnato                   | Liguria                  | Showcase acustico Shoppinn Summer Nights, Shoppinn Brugnato 5Terre Outlet Village, Via Antica Romana |
| 29 luglio 2018    | Sanfront - Pian Pilun      | Piemonte                 | Suoni dal Monviso, Via Gilba                                                                         |
| 30 luglio 2018    | Roma                       | Lazio                    | Showcase Musica al Vittoriano - Il Jazz é donna, Terrazza del Vittoriano                             |
| 3 agosto 2018     | Marina di Camerota         | Campania                 | Porto turistico                                                                                      |
| 4 agosto 2018     | Santa Margherita di Belice | Sicilia                  | Piazza Matteotti                                                                                     |
| 5 agosto 2018     | Spinetoli                  | Marche                   | Piazza Kennedy                                                                                       |
| 12 agosto 2018    | Altomonte                  | Calabria                 | Anfiteatro-Teatro Belluscio                                                                          |
| 13 agosto 2018    | Vallata                    | Campania                 | Piazza San Bartolomeo                                                                                |
| 14 agosto 2018    | Corleto Perticara          | Basilicata               | Piazza Plebiscito                                                                                    |
| 16 agosto 2018    | Collelongo                 | Abruzzo                  | Piazza San Rocco                                                                                     |
| 17 agosto 2018    | Senise                     | Basilicata               | Piazza Aldo Moro                                                                                     |
| 18 agosto 2018    | Atessa                     | Abruzzo                  | Piazza Garibaldi                                                                                     |
| 23 agosto 2018    | Lipari                     | Sicilia                  | Piazza Marina Corta                                                                                  |
| 24 agosto 2018    | Cinisi                     | Sicilia                  | Piazza Vittorio Emanuele Orlando                                                                     |
| 26 agosto 2018    | Cesa di Valdichiana        | Toscana                  | Giardini Pubblici                                                                                    |
| 1 settembre 2018  | Bono                       | Sardegna                 | Piazza del Comune                                                                                    |
| 2 settembre 2018  | Bologna                    | Emilia-Romagna           | Showcase Radio Bruno Estate, Piazza Maggiore                                                         |
| 7 settembre 2018  | Sanremo                    | Liguria                  | Sala Roof Garden - Casinò di Sanremo                                                                 |
| 8 settembre 2018  | Saint-Vincent              | Valle d'Aosta            | Sala Gran Paradiso Billia - Casinó de la Vallée                                                      |
| 22 settembre 2018 | Ottaviano                  | Campania                 | Piazza San Gennarello                                                                                |
| 30 settembre 2018 | Aprilia                    | Lazio                    | Piazza Roma                                                                                          |